# FMA IA-59 Tábano
Le FMA IA-59 Tábano est un drone de reconnaissance à usage militaire monomoteur argentin. Il fut développé par la Fábrica Argentina de Aviones au début des années 1970 à la demande de l'armée de l'air argentine.

## Développement
Le drone Tábano est certainement le premier prototype de drone conçu entièrement en Amérique latine. Il effectua son premier vol le 9 décembre 1972 et était équipé d'un moteur à pistons 45 ch de la marque McCulloch.

## Destin
Le seul prototype existant est actuellement exposé au Musée de l'industrie de la province de Córdoba, en Argentine.